# Bobonaro (município)

Bandeira da Bobonaro

Bobonaro é um dos 13 municípios administrativos de Timor-Leste, localizado na zona ocidental do país, junto à fronteira com a Indonésia. Possui 92049 habitantes (Censo de 2010) e uma área de 1.368 km². A sua capital é a cidade de Maliana que fica a 149 km para sudoeste de Díli, a capital do país.
O município de Bobonaro é idêntico ao concelho do mesmo nome do tempo do Timor Português que, na época, tinha capital na Vila Armindo Monteiro, hoje chamada Bobonaro.

## Postos administrativos
O município inclui os postos administrativos de:
- Atabae,
- Balibó,
- Bobonaro,
- Cailaco,
- Lolotoi
- Maliana.

Neste município os grupos etnolinguísticos dominantes são os Quêmaque, Tétum Praça e Búnaque.

## Economia
O principal sector económico é o sector primário, constituído quase exclusivamente pela agricultura e pescas, que ocupa cerca de 72% da população ativa, seguida de “artesanato e comércio” com cerca de 6%.

## Equipamentos
- Escola Secundária Geral Bobonaro (Suco de Bobonaro, posto administrativo Bobonaro)